# Eduardo Coelho
Eduardo Coelho (Coimbra, 23 april 1835 - Lissabon, 14 mei 1889) was een Portugees schrijver en journalist. Hij was oprichter van de krant Diário de Notícias.

## Biografie

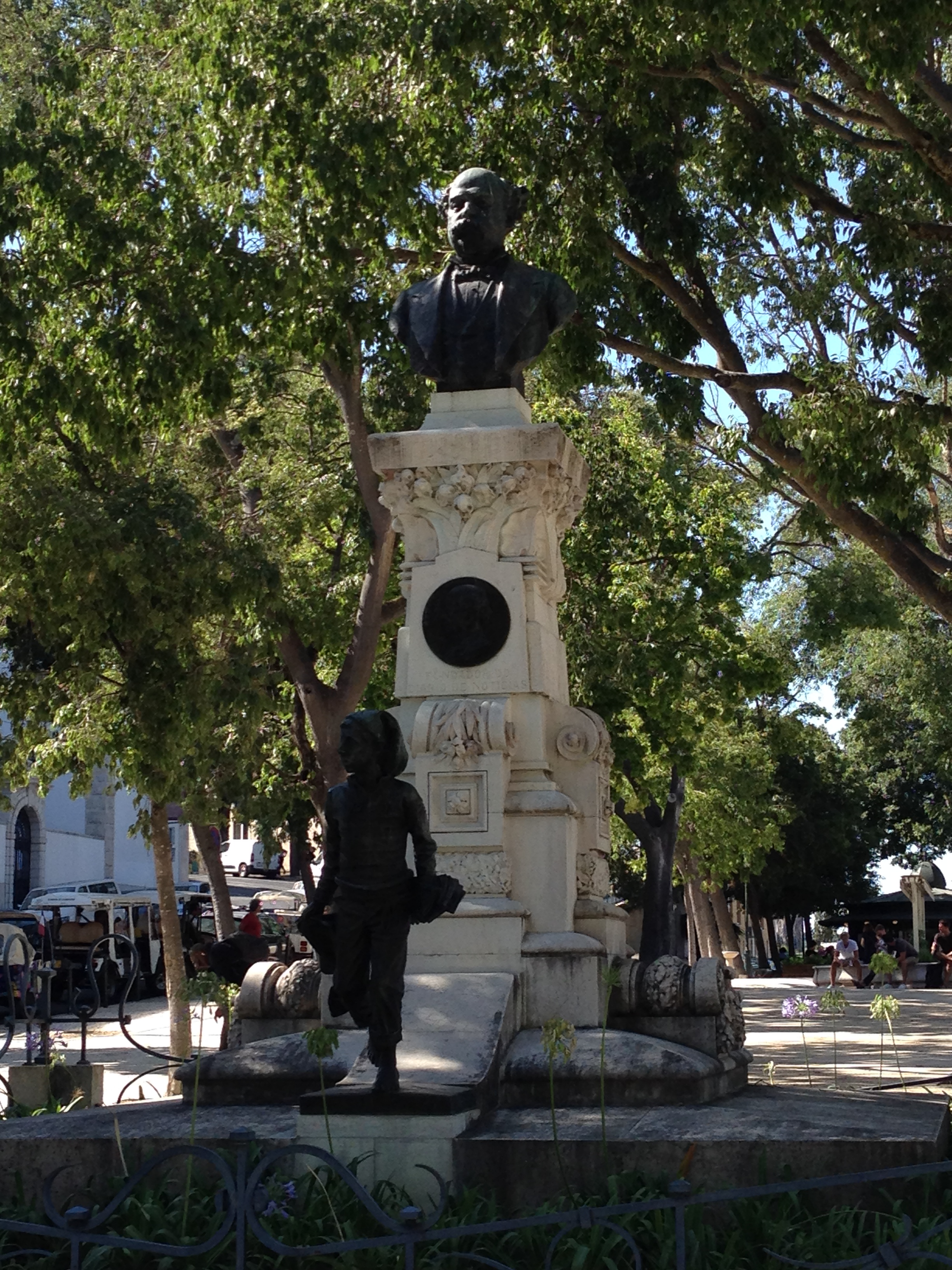
Monument voor Eduardo Coelho in Lissabon.

In december 1864 richtte Coelho samen met Tomás Quintino Antunes de krant Diário de Notícias op. Hij zou deze krant 25 jaar leiden, tot zijn overlijden in 1889. Coelho was een vriend van Eça de Queirós, een Portugees schrijver die in de beginjaren van de krant deel uitmaakte van de redactie.

## Werken
- O Livrinho dos Caixeiros (1852)
- Primeiros Versos (1861)
- Opressão e Liberdade (1871)
- Portugal Cativo (1884)

- International Standard Name Identifier: 0000 0000 6779 7836
- Library of Congress Control Number: no2001055649
- Système universitaire de documentation: 122914767
- Virtual International Authority File: 53802141
- WorldCat: E39PBJg4qKQGQYDRF9jKRxF3Qq